# Cime de Pépin
De Cime de Pépin, ook wel bekend als Mont Pepino of Cima del Pepino, is een berg van 2344 meter hoog, gelegen vlak bij de Tendapas, in de Ligurische Alpen, Frankrijk. De berg, die gelegen is in het Nationaal park Mercantour, is te beklimmen met een gemakkelijk wandelpad, dat begint bij de Tendapas. 